# Nemcia carinata
Nemcia carinata är en ärtväxtart som beskrevs av Michael Douglas Crisp. Nemcia carinata ingår i släktet Nemcia och familjen ärtväxter. Inga underarter finns listade i Catalogue of Life.